# Sajóecseg
Sajóecseg é um município da Hungria, situado no condado de Borsod-Abaúj-Zemplén. Tem 7,94 km² de área e sua população em 2015 foi estimada em 1.040 habitantes.